# Actinulida
Actinulida é uma ordem de cnidários hidrozoários.